# Záparo jezik
Záparo jezik (kayapwe, zápara; ISO 639-3: zro), indijanski jezik porodice zaparoan, kojim govore ili su govorili Záparo Indijanci iz ekvadorske provincije Pastaza, između rijeka Curaray i Bobonaza. Godine 2000. zapisan je tek jedan govornik u Ekvadoru, u Peruu je potpuno izumro, a etnička populacija iznosi oko 170 (2000 M. R. Wise).
Dijalekti: muegano, curaray, matagen, yasuni, manta, nushino, rotuno, supinu.
Većina Záparo Indijanaca danas govore jezikom quechua.

## Vanjske poveznice
- Ethnologue (14th)
- Ethnologue (15th)